# Wiaźma (rzeka)
Wiaźma (ros. Вязьма) – rzeka w obwodzie smoleńskim w Rosji. Lewy dopływ Dniepru, długość Wiaźmy wynosi 147 km. Powierzchnia dorzecza 1350 km². W czasach starożytnych, rzeka Wiaźma była częścią drogi która łączyła górne dorzecze Wołgi, Oki i Dniepru. Nad rzeką położone jest miasto Wiaźma.